# Sitticus dorsatus
Sitticus dorsatus là một loài nhện trong họ Salticidae.
Loài này thuộc chi Sitticus. Sitticus dorsatus được Richard C. Banks miêu tả năm 1895.